# Ligboxenstal

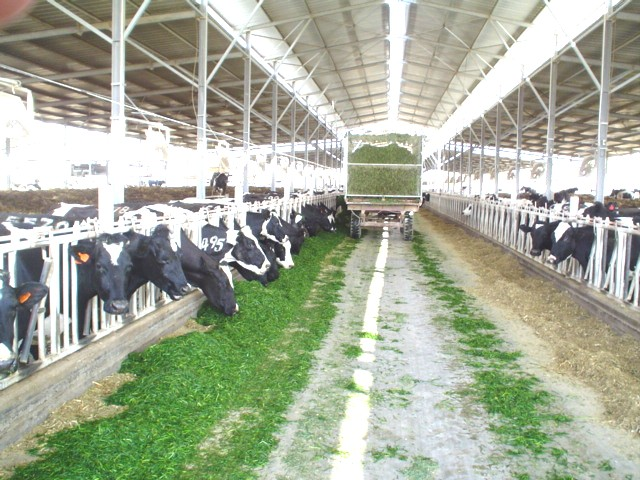
Koeien voeren volgens het summerfeeding principe

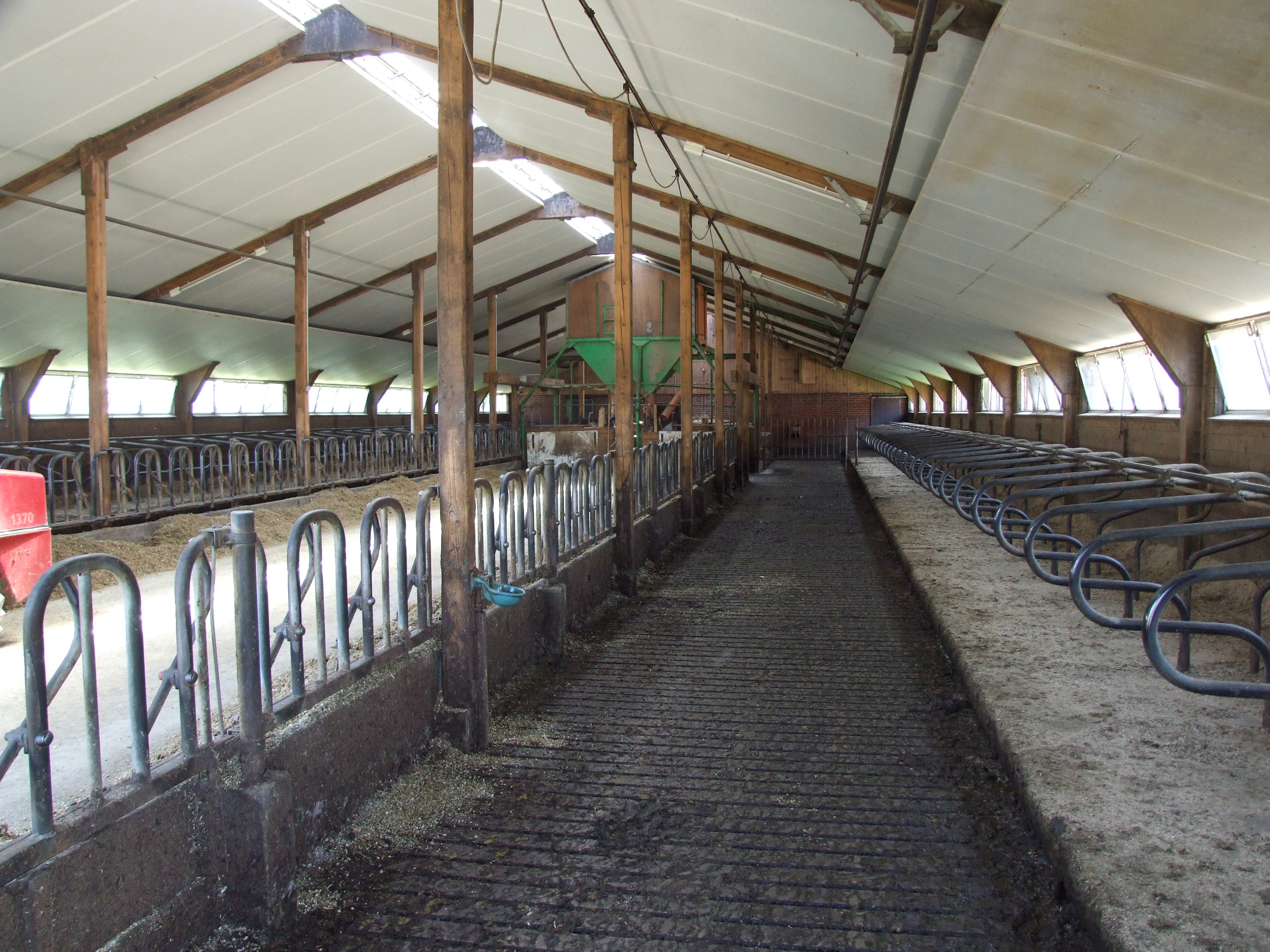
Overzicht van een ligboxenstal

Een ligboxenstal ook wel loopstal genoemd, is een type stal voor rundvee.
In een ligboxenstal lopen de koeien los op betonnen roosters, waardoor de mest en urine door sleuven of gaten in het beton in een put valt, de mestput. Soms is er ook een dichte vloer, met een mestschuif, die de mest naar een put schuift. Het woord ligboxenstal geeft aan dat voor elke koe in een box beschikbaar is om te rusten en te herkauwen. Het komt echter voor dat koeien geen gebruik willen maken van de boxen en op het rooster liggen.
Een ligbox is een langwerpige ruimte van ongeveer 1,10 m breed en 2,40 m lang met aan beide zijden een boxafscheiding, een hek van een 5 cm dikke buis die in allerlei vormen gebogen kan zijn, zoals een U-vorm, een R-vorm of gewoon een hek met afgeronde hoeken. De diverse vormen hebben voordelen voor het comfort van de koe, zodat de koe zo min mogelijk hinder ondervindt van het hek tijdens het rusten, gaan liggen en weer opstaan.
De boxen staan in rijen naast elkaar aan de lange zijden van de stal, of in het midden van de stal in een enkele rij, of twee rijen waarbij de koeien met de koppen naar elkaar liggen. De bodem van de ligboxen is hoger dan de rest van de stal zodat de boxen droog en schoon blijven, en is vaak van beton met een laag zaagsel of gehakseld (kleingesnipperd) stro erop of rubbermatten van 2 cm dik. Ook bestaat de bodem wel uit een laag van 20 cm zand of klei, welke de natuurlijke omstandigheden het meest nabootst.
In de stal worden de koeien ook meestal gevoerd met ruwvoer (kuilvoer) dat ze kunnen eten door met kop door een hek te steken, het voerhek. Soms bestaat zo'n hek gewoon uit twee op een afstand van 60 cm. boven elkaar gemonteerde stalen buizen, maar meestal is dit een zelfsluitend voerhek, wat als voordeel heeft dat de koe vastgezet kan worden. Een koe kan dan niet snel de lekkerste hapjes voor de neus van andere koeien wegkapen, maar moet eten wat op dat moment voor haar snuit ligt. De koeien staan per dag een beperkte tijd vast in dit hek. De meeste tijd loopt de koe los en kan gaan en staan (liggen) waar zij wil.
Ligboxenstallen zijn pas in de jaren 70 in zwang gekomen. Voor die tijd stonden de koeien in de winter altijd vast, meestal op een grupstal. Het melken gebeurde vroeger met de hand, waarbij het gemakkelijker werkt als de koe vaststaat. Met de opkomst van de melkmachine werden veehouderijbedrijven steeds groter, omdat dit een behoorlijke arbeidsbesparing opleverde. Eerst werden de koeien nog gemolken in ketels, die handmatig geleegd werden in een melkbus. Later kwam men op het idee om de koeien naar de melker toe te laten komen in een aparte melkstal. Het is handiger om de koeien dan los te laten lopen, dan om ze twee keer op een dag voor het melken los te maken en daarna weer vast te zetten. Je kunt de koeien dan houden in een potstal, waarbij behoorlijk wat strooisel (stro o.i.d.) nodig is om de koeien schoon te houden.
Een koe mest namelijk overal waar zij staat. Met boxen is dit vuil worden van de koeien goed te voorkomen, doordat ze er vooruit in lopen en dan gaan liggen met de kont naar achteren. Ze mesten dan op de mestgang of de roosters.  In de ligboxen kan men zo met veel minder strooisel toe.
In of aan een ligboxenstal is een aparte ruimte gebouwd waarin de koeien gemolken worden, de melkstal. Dit kan een visgraatopstelling zijn, een zij-aan-zijopstelling, een open tandemopstelling of een draaimelkstal. Hier gaan de koeien 2 of 3 keer per dag doorheen om gemolken te worden.